# Kozinec sladkolistý
Kozinec sladkolistý (Astragalus glycyphyllos) je poléhavá či popínavá, obvykle planě rostoucí bylina, vytrvalý druh z velmi rozsáhlého rodu kozinec. Jeho typické pyskaté květy v hustém úžlabním hroznu kvetou světle žlutě.

## Rozšíření
Druh roste téměř po celé Evropě, vyjma nejsevernějších a nejjižnějších oblastí, na jihu kontinentu se vyskytuje řídce a obvykle jen na horách. Dále je rozšířen do Západní a Střední Asie včetně Sibiře, izolovaná populace je i na Kavkaze. Druhotně se vyskytuje na východním pobřeží Severní Ameriky. V České republice roste od nížin až do podhorských oblastí (zhruba do 900 m), místy roztroušeně a místy hojně, ve vyšších polohách ale obvykle chybí.
Vyskytuje se nejčastěji na okrajích lesů, v lesních světlinách a křovinách, na okrajích vinic, v zarostlých sadech, na opuštěných polích i na železničních náspech neb skládkách sutin. Prospívá na místech dostatečně osluněných, která bývají sušší nebo mírně vlhká, preferuje vápnité a hlinité půdy středně hluboké až hluboké.
Rostlina netoleruje přesazování. Na svých kořenech si vytváří uzlíky se symbiotickými půdními bakteriemi které jímají vzdušný dusík jak pro rostlinu, tak jím obohacují půdu. Na místech kde tyto bakterie nejsou rostlina jen obtížně roste.

## Popis
Kozinec sladkolistý je vytrvalá bylina s mohutným kořenem s rozvětvenou hlavou z kterého vyrůstají poléhavé, obloukovitě vystoupavé až popínavé lodyhy, nejčastěji bývají dlouhé 60 až 150 cm. Silně rozvětvená lodyha je zaobleně hranatá, bývá holá nebo roztroušeně chlupatá a někdy je nachově naběhlá. Je porostlá lichozpeřenými listy které mají kopinaté palisty a skládají se ze čtyř až sedmi párů krátce stopkatých, okrouhlých až vejčitých celokrajných lístků dlouhých 25 až 35 cm a širokých 10 až 20 mm. Lístky jsou na horní straně sivě zelené a lysé, na spodní sivé a někdy chlupaté.
Květenství je podlouhlý, hustý, stopkatý hrozen tvořený sedmi až dvaceti květy na kratičkých stopkách. Oboupohlavné páchnoucí květy se štětinatými listeny jsou před rozkvětem přitlačené k ose hroznu, později šikmo odstávají. Žlutobílý, zvonkovitý, šikmo uťatý kalich 5 mm dlouhý má pět šídlovitých zubů které jsou kratší než kališní trubka. Světle žlutá nebo zelenkavá, 13 mm dlouhá koruna má vejčitou pavézu, tupá křídla s oušky kratšími než pavéza a člunek kratší než křídla; po odkvětu koruna černá. V květu je deset nestejně dlouhých dvoubratrých tyčinek (9+1) s prašníky a jeden semeník s čnělkou nesoucí bliznu. Kvete od května do září, včely a čmeláci jsou k opylováni lákáni množstvím nektaru. Ploidie druhu je 2n = 16.
Plody jsou dvoupouzdré, nepukavé, kožovité, úzce srpovitě prohnuté lusky asi 4 cm dlouhé které mají nahnědlou až načervenalou barvu a obsahují 10 až 15 semen. Světle hnědá semena, dlouhá asi 2,5 a široká 1,5 mm, jsou asymetricky srdčitá, hladká a lesklá.

## Význam
Druh je řídce využíván v pícninářství, výnosy jsou střední až vyšší při průměrné kvalitě píce. Při krmení je nutno jej míchat s travinami, samostatný způsobuje nadýmání. Při zakládání porostů se vysévá na jaře stratifikovaná semena do řádků od sebe vzdálených 20 až 40 cm, vyklíčí do jednoho až dvou měsíců. V dalších létech lze vzrostlý porost kosit dvakrát ročně. Jeho listy chutnají sladce, tak trochu po lékořici, odtud jeho druhové jméno glycyphyllos (latinsky sladké listy).
Má také léčebné účinky, sbírají se kvetoucí natě nebo na podzim kořeny. Rostlina obsahuje vitamín C, flavonoidy, silice, třísloviny, aminokyseliny, proteiny, saponiny, alkaloidy, glycirrhizin, asparagin a další. Snižuje krevní tlak, podporuje činnost kostní dřeně, staví krvavé průjmy a působí močopudně, potopudně i sedativně.

## Galerie

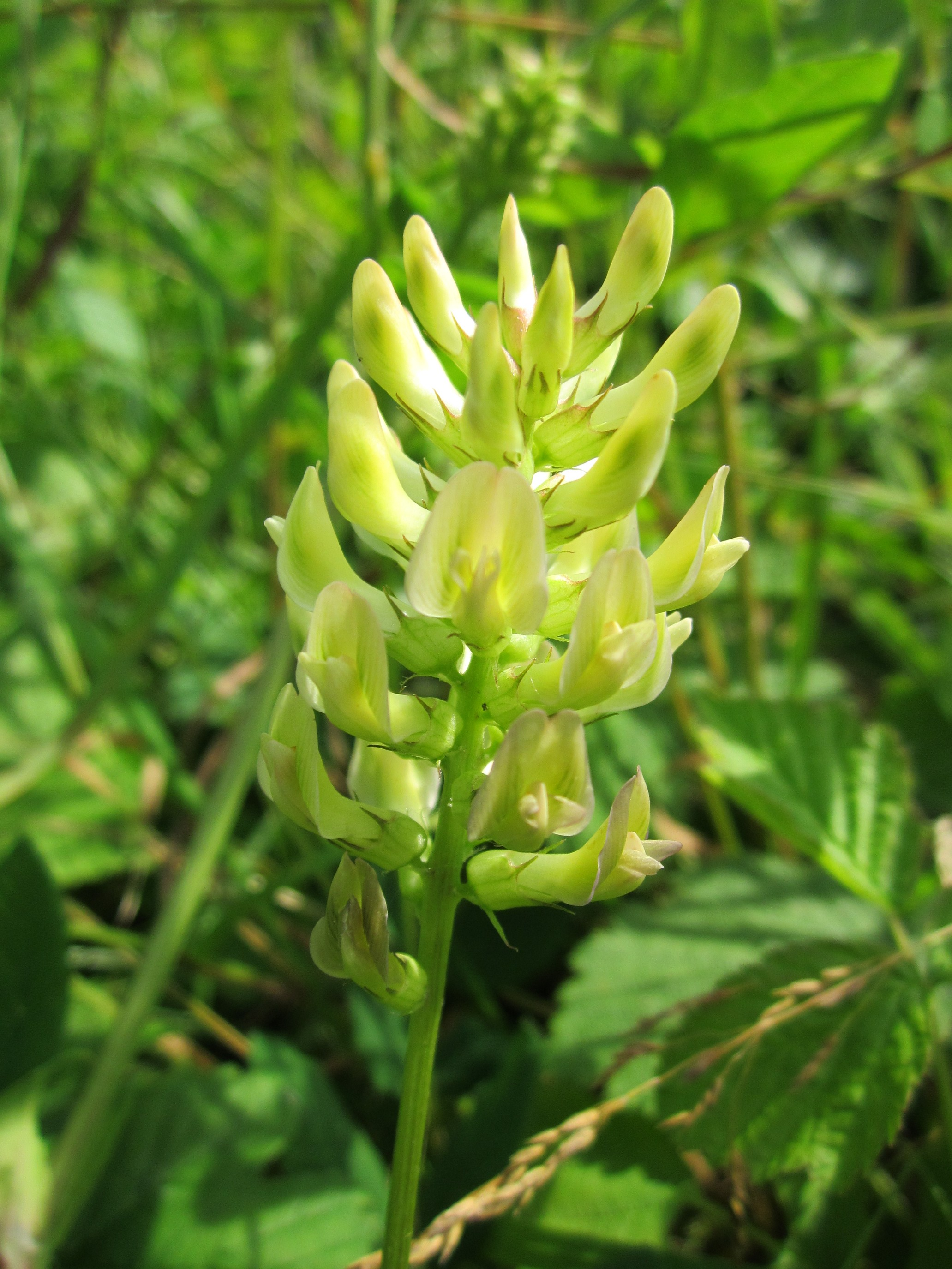
Nakvétající květenství
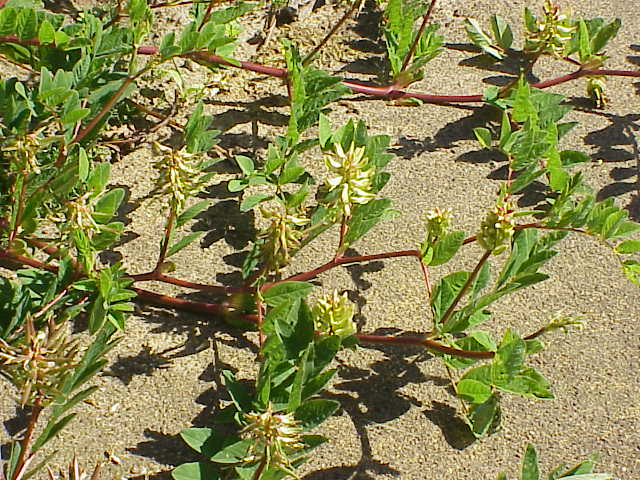
Odnožující lodyhy
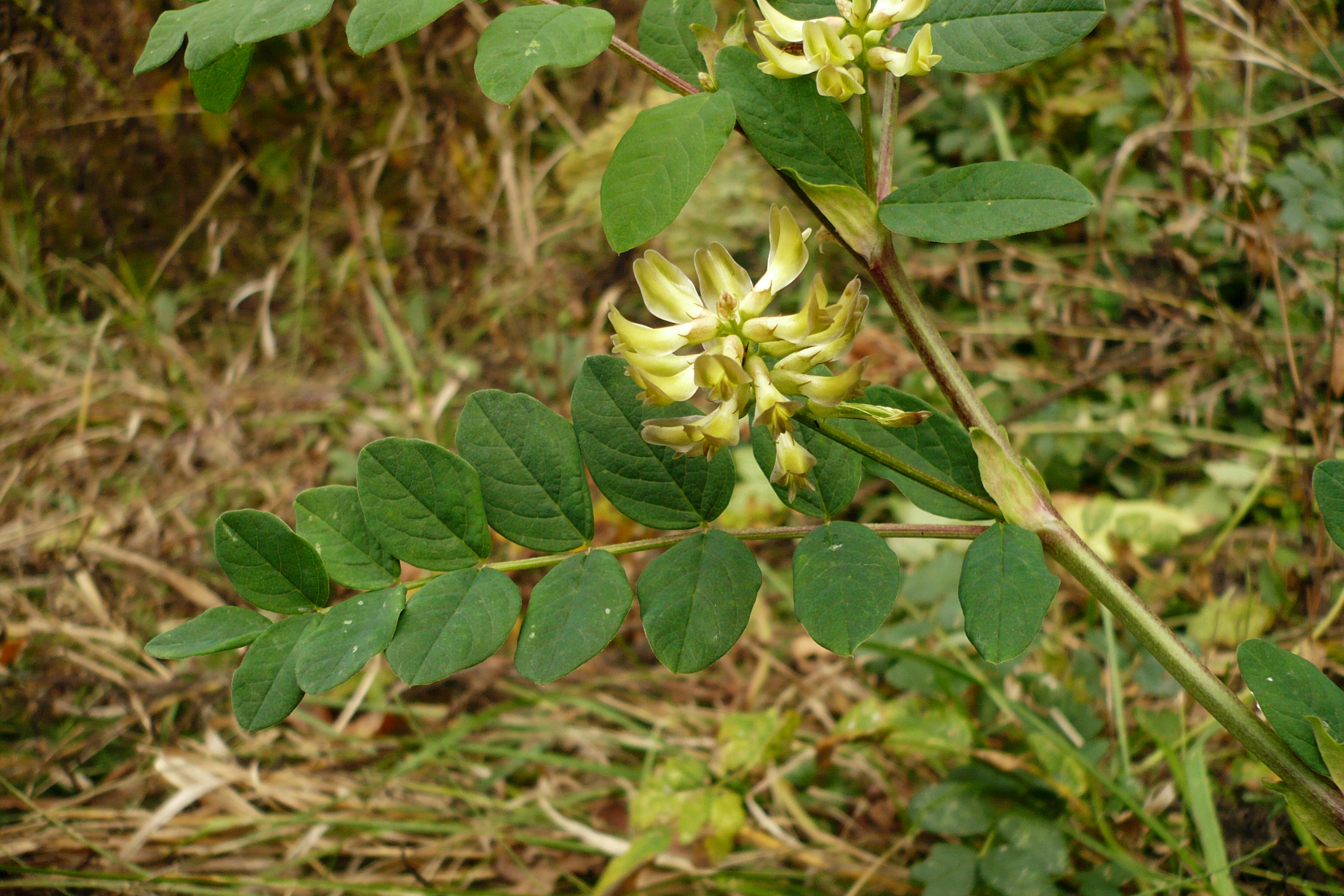
Listy a květenství
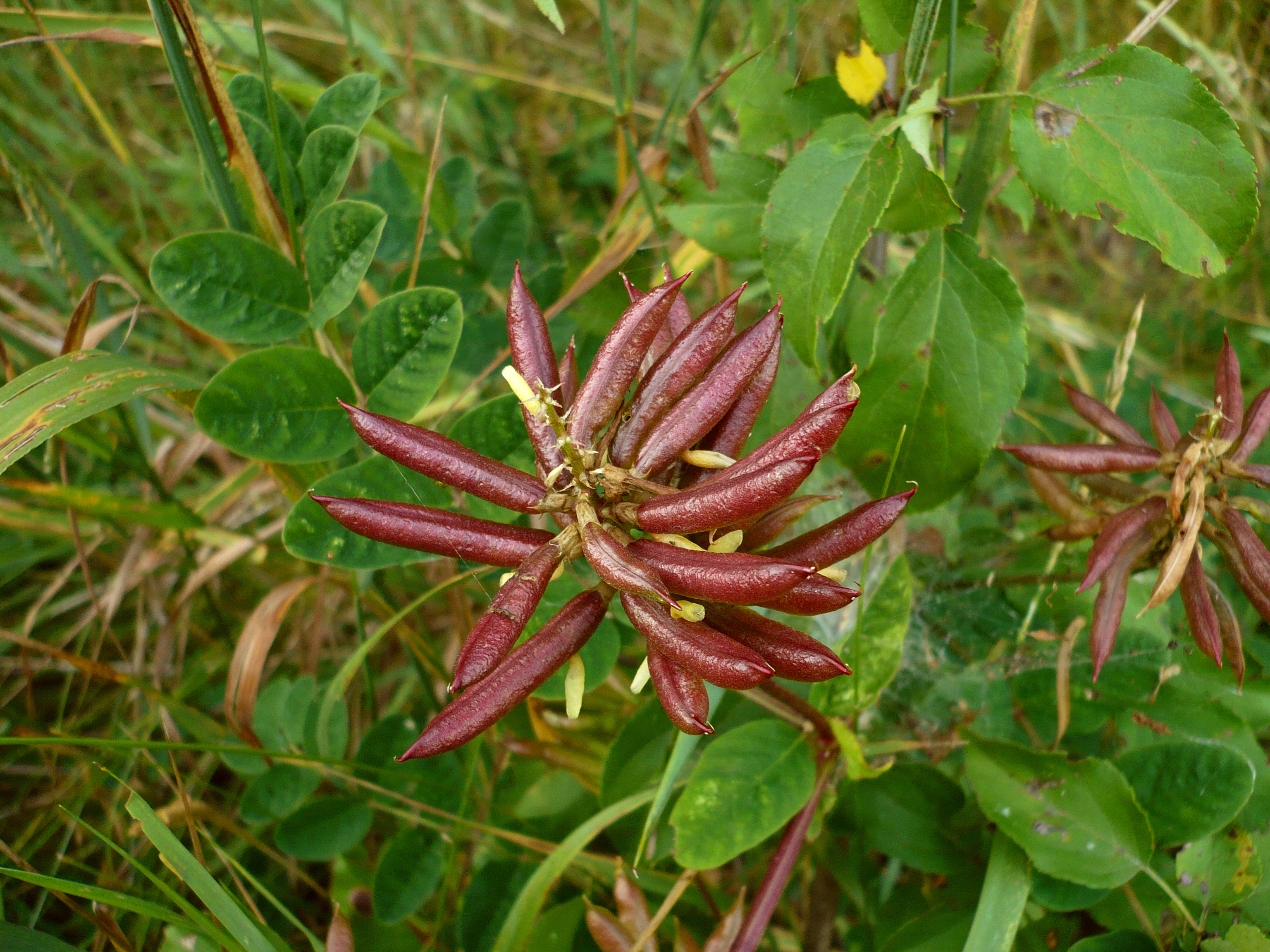
Zralé lusky